# Elafonisos
Elafonisos (řecky Ελαφόνησος) je malý řecký ostrov, jediné městečko na něm a administrativně i obec, do níž ostrov a část blízké pevniny spadá. Rozloha ostrova je necelých 20 km² a v roce 2001 byl obydlen 625 obyvateli.

## Poloha
Elafonisos leží mezi poloostrovem Peloponés a ostrovem Kythira. Od Pavlopetri na Peloponéském poloostrově je vzdálen asi 570 m, Kythira asi 8,5 km na jih.
Pro svou polohu v Jónském moři je počítán mezi Jónské ostrovy, náleží však do kraje Peloponés.[zdroj?]

## Obec Elafonisos
S několika malými ostrůvky, které ho obklopují, a s asi 3 km² pobřeží naproti na pevnině tvoří Elafonisos stejnojmennou obec. Ta spadá pod prefekturu Lakonien a zahrnuje městečko Elafonisos na ostrově a osady Kapari, Kato Nisi, Lefki a Pounda na pevnině.
Stav obyvatelstva v Elafonisosu v roce 2001:
| Sídlo      | Počet obyvatel |
| ---------- | -------------- |
| Elafonisos | 625            |
| Kato Nisi  | 66             |
| Lefki      | 35             |
| Pounda     | 13             |
| Kapari     | 6              |